# Poličany (Kutná Hora)
Poličany jsou část města Kutná Hora v okrese Kutná Hora. Nachází se asi tři kilometry jižně od Kutné Hory. Prochází jimi železniční trať Kutná Hora – Zruč nad Sázavou.
Poličany je také název katastrálního území o rozloze 2,11 km².

## Historie
První písemná zmínka o vesnici pochází z roku 1300.

## Pamětihodnosti
- Kaple se zvoničkou stojí u domu čp. 2
- Sousoší svaté Anny a Panny Marie v polích
- Usedlost čp. 6
- Sýpka s branou u čp. 2

## Osobnosti
Ve vsi se narodil Jan Kruliš (1829–1903), architekt, stavební podnikatel a budovatel železnic.